# Richard Zimler
Richard Zimler, född den 1 januari 1956 i Roslyn Heights i New York, är en amerikansk författare. Han skriver historiska skönlitterära böcker. Zimler bor i Porto i Portugal och har varit professor i journalistik på Portos Universitet.